# Yasuyuki Konno
Yasuyuki Konno (Sendai, Prefectura de Miyagi, Japó, 25 de gener de 1983) és un futbolista japonès.

## Selecció japonesa
Yasuyuki Konno ha disputat 63 partits amb la selecció japonesa.
El 12 de maig de 2014 s'anuncià la seva inclusió a la llista de 23 jugadors de la selecció japonesa per disputar el Mundial de 2014 al Brasil. Els dorsals van ser anunciats el 25 de maig.